# Wladimir Georgijewitsch Panskow

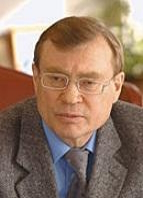
Wladimir Georgijewitsch Panskow

Wladimir Georgijewitsch Panskow (russisch Владимир Георгиевич Пансков; * 18. August 1944 in Moskau, RSFSR, UdSSR) ist ein ehemaliger russischer Staatsmann und Finanzexperte. Zwischen 1994 und 1996 war er Finanzminister der Russischen Föderation.

## Leben
Panskow absolvierte 1965 das Moskauer Finanzinstitut (heute Finanzuniversität der Regierung der Russischen Föderation) und trat anschließend eine Stelle im Finanzministerium der UdSSR an. 1971 schloss er sein Postgraduiertenstudium ab.
Von 1987 bis 1991 war Panskow als erster stellvertretender Finanzminister der UdSSR tätig. Im Jahr 1991 leitete er die Finanz- und Haushaltsabteilung der sowjetischen Präsidialverwaltung.
1994 wurde Panskow von Boris Jelzin zum Finanzminister Russlands ernannt. Nach der Wiederwahl Lelzins wurde er durch Alexander Jakowlewitsch Liwschiz ersetzt und stattdessen zum ersten Stellvertreter des Wirtschaftsministers berufen. In den Jahren 1995–1996 saß Panskow zudem im Sicherheitsrat von Russland.
Im Zeitraum von 1997 bis 2006 bekleidete Panksow den Posten des Wirtschaftsprüfers in der Rechnungskammer von Russland. Danach legte er sein Amt aus Gesundheitsgründen nieder. Seitdem ist er als wissenschaftlicher Mitarbeiter an der Russischen Plechanow-Wirtschaftsuniversität tätig.